# لونغميدو (ماساتشوستس)
لونغميدو (بالإنجليزية: Longmeadow, Massachusetts)‏ هي بلدة أمريكية تقع في الولايات المتحدة في مقاطعة هامبدن (ماساتشوستس). يقدر عدد سكانها بـ 15,633 نسمة ومساحتها 24.6 كم2 وترتفع عن سطح البحر 49 متر.

## أعلام
- ماري آن بوث
- جاي إتش كولتون
- ميغان فاهي
- إرين بارتليت
- باري ألميدا